# Edifici Roig Vives
L'edifici Roig Vives al número 4 del carrer Xàtiva de la ciutat de València (Horta de València). Es construí sobre el solar de l'antic convent de Jerusalem, seguint la línia que ocupaven la muralla medieval de la ciutat. Aquest solar ocupa un espai entre situat entre mitgeres, i adquireix major profunditat prenent la planta baixa del pati de l'illa. És un edifici residencial construït l'any 1944, just acabada la guerra, i amb projecte de Javier Goerlich Lleó.

## Arquitectura
L'edifici es projectà amb un ús residencial combinat amb el d'una estació d'autobusos. Quatre grans habitatges per planta organitzats de manera simètrica respecte a dos nuclis d'escala situades al centre de cada meitat. Les peces principals es disposen a la part que recau al carrer de Xàtiva, desenvolupant la resta del programa en direcció al pati de l'illa de cases. L'estació d'autobusos (de la companyia Hispano Suiza, promotora de l'edifici) ocupava la planta baixa i el fons de la parcel·la, les seues oficines estaven al primer pis.
En aquest edifici, Goerlich reprèn el llenguatge racionalista, encara amb detalls d'art-déco. Segueix un esquema clàssic de simetria central coronant l'edifici amb un cos amb forma de torre escalonada. A cada costat de l'eix central se situen dos parts idèntiques, on destaquen els miradors rectangulars i els balcons semicirculars.
El déco utilitzat per Goerlich es fa notar en recursos compositius com els ranurats als brancals de les finestres o als alerons volats d'escàs cantó. També es veu aquesta tendència a la partició de les fenestracions i a la proporció dels buits, dominant sempre la verticalitat.
Els detalls decoratius del vestíbul són també remarcables, sobretot a la cabina de la porteria (rematada amb una gran petxina), a més d'estar decorat amb una combinació de marbres blancs i negres.